# Chrysophyllum perpulchrum
Chrysophyllum perpulchrum là một loài thực vật có hoa trong họ Hồng xiêm. Loài này được Mildbr. ex Hutch. & Dalziel mô tả khoa học đầu tiên năm 1931.